# Poroszló
Poroszló ist eine ungarische Gemeinde im Kreis Füzesabony im Komitat Heves.

## Geografische Lage
Poroszló liegt 35 Kilometer südöstlich des Komitatssitzes Eger und 21,5 Kilometer südöstlich der Kreisstadt Füzesabony, am westlichen Ufer des Theiß-Sees (Tisza-tó) beziehungsweise des Flusses Theiß (Tisza); 8 Kilometer südöstlich befindet sich die Stadt von Tiszafüred, getrennt durch den Theiß-See.

## Geschichte
Schon Anonymus berichtete, dass Árpád zur Zeit der Landnahme bei der Burg Poroszló lagerte. 1445 bekam der Ort Marktrecht. Während der türkischen Besetzung wurde das Kloster mit der Kirche aus der Arpard-Zeit zerstört. Später wurden hier eine reformierte (1793) und eine katholische (1797) Kirche errichtet. Beide werden heute noch genutzt.
Im Jahr 1913 gab es in der damaligen Großgemeinde 1216 Häuser und 5129 Einwohner auf einer Fläche von 20.441 Katastraljochen. Sie gehörte zu dieser Zeit zum Bezirk Tiszafüred im Komitat Heves.

## Gemeindepartnerschaften
- Kępno, Polen
- Vârghiș, Rumänien, seit 2003

## Sehenswürdigkeiten
- Anna-Tóth-Grabdenkmal, erschaffen 1939 von Géza Rada
- Freiheitsdenkmal (Szabadság-emlékmű), erschaffen 1990 von Tibor Zielinski
- Heimatmuseum (Tájház)
- 1956er-Denkmal
- Ökozentrum Theiß-See (Tisza-tavi Ökocentrum)
- Reformierte Kirche, erbaut 1790–1793 (Spätbarock)
- Römisch-katholische Kirche Szűz Mária neve, erbaut 1797 (Barock)
- Weltkriegsdenkmal

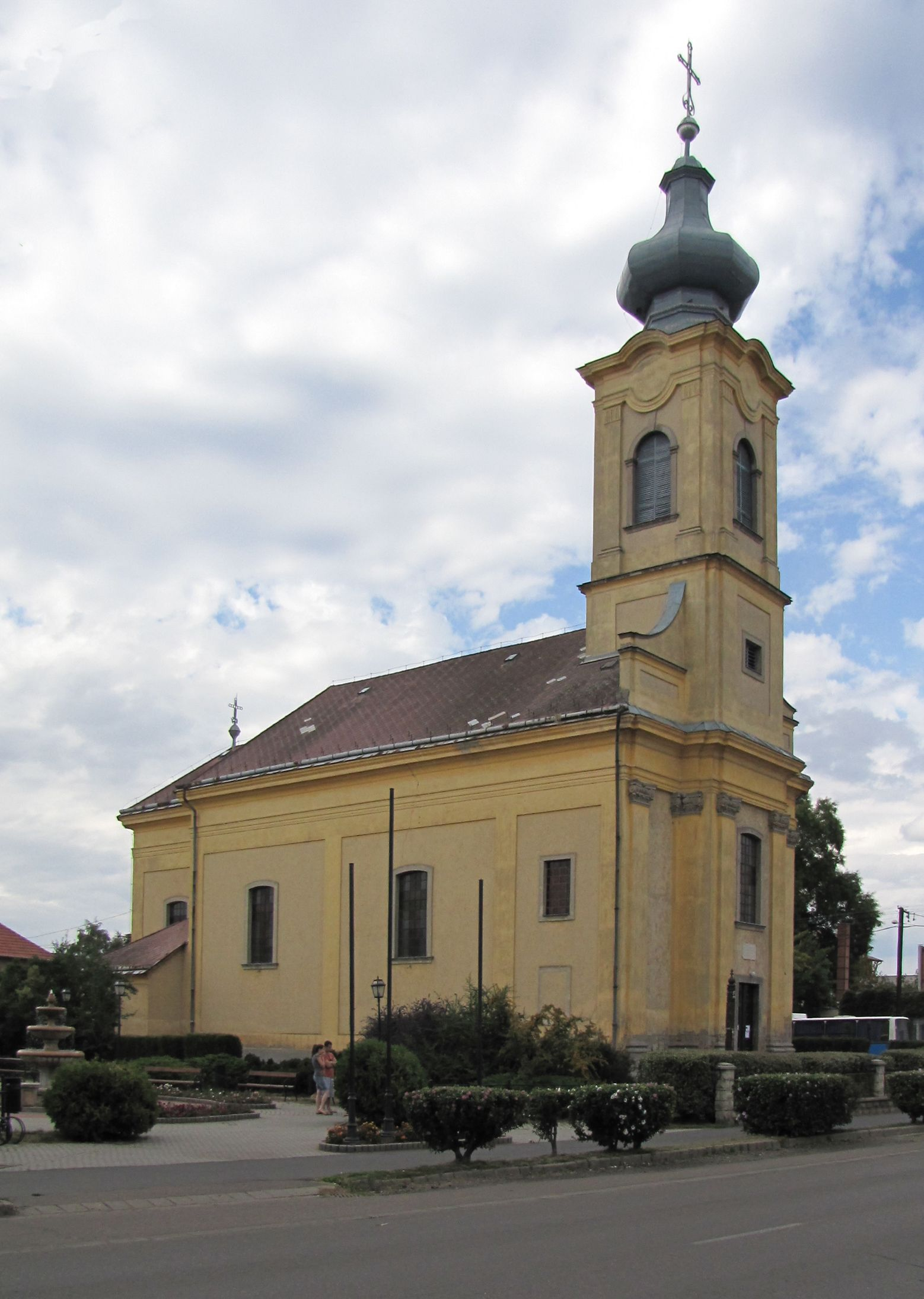
Römisch-katholische Kirche Szűz Mária neve
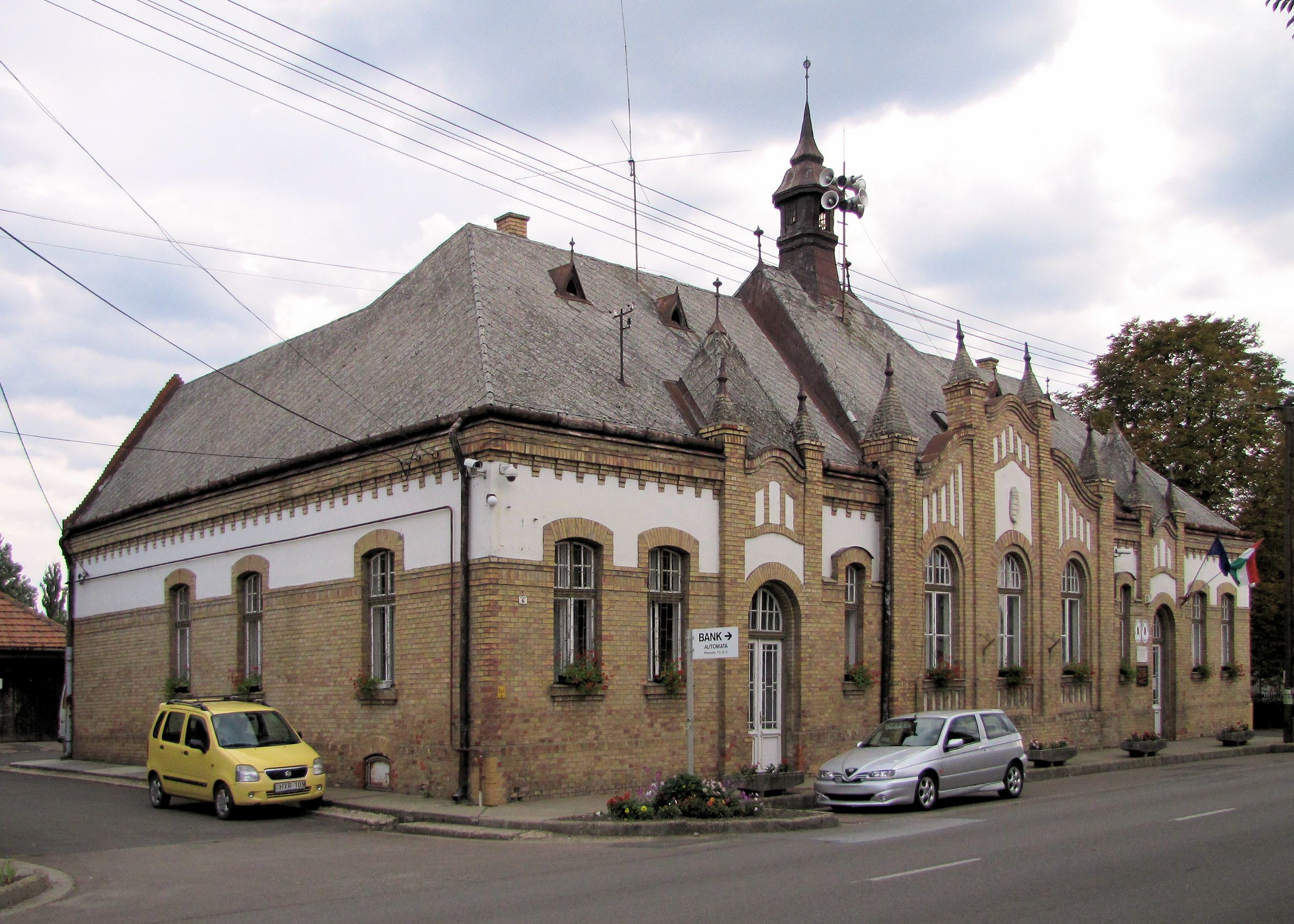
Bürgermeisteramt
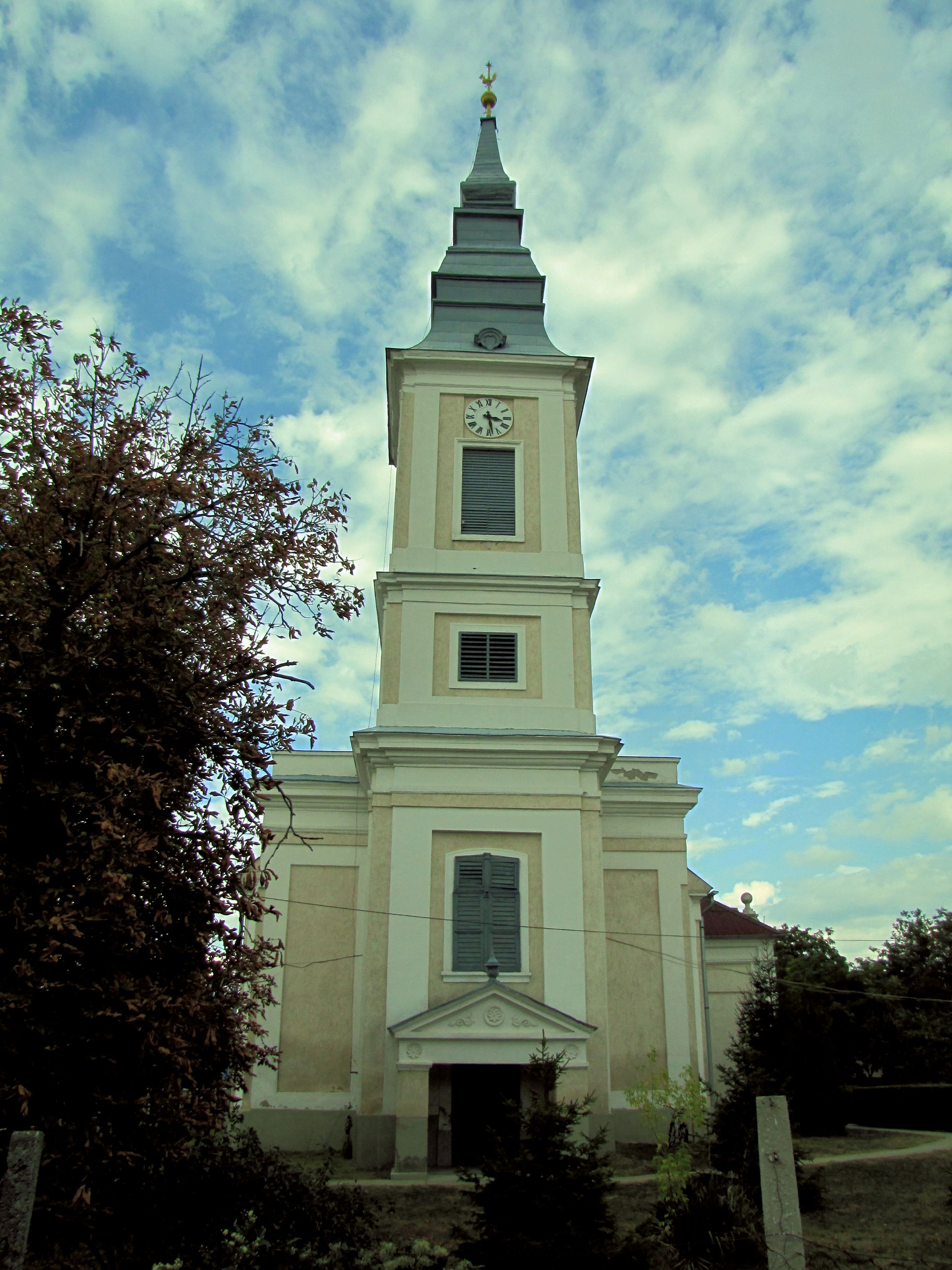
Reformierte Kirche
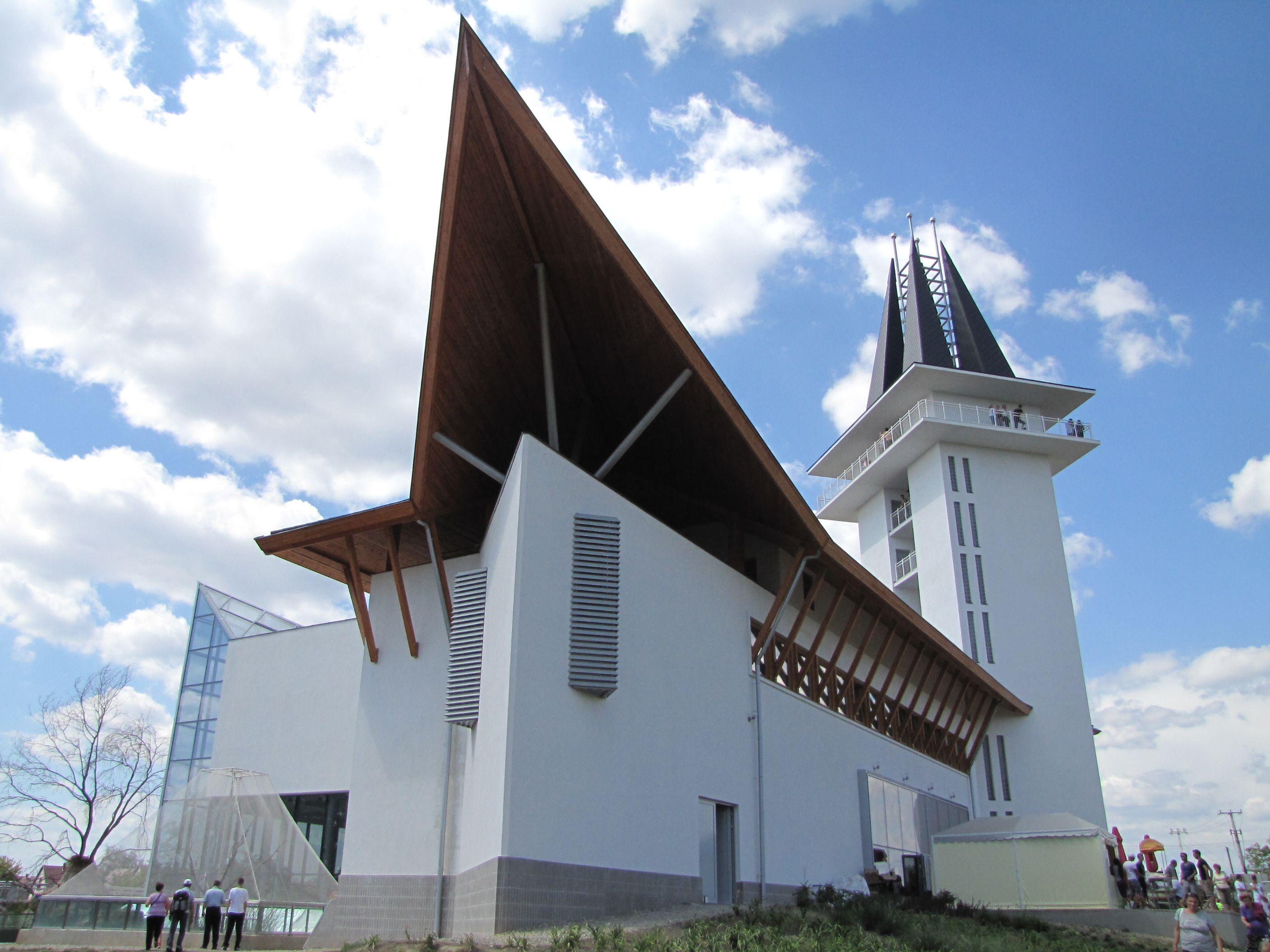
Ökozentrum Theiß-See

## Verkehr
Poroszló liegt an der Eisenbahnstrecke Debrecen-Füzesabony, die im 2-Stunden-Takt von Regionalzügen befahren wird (Stand 2009).